# 国保祥子
国保 祥子（こくぼ あきこ）は、日本の経営学者（組織マネジメント・ソーシャルビジネス）、実業家。学位は、博士（経営学）（慶應義塾大学・2011年）。静岡県立大学経営情報学部准教授・大学院経営情報イノベーション研究科准教授、株式会社ワークシフト研究所取締役最高執行責任者（初代）・所長（初代）・主席研究員。
慶應義塾大学大学院経営管理研究科特別研究助教、静岡県立大学経営情報学部助教などを歴任した。
厚生労働省イクメンプロジェクト推進委員（2017年～）
内閣府男女共同参画推進連携会議議員（2019年～）

## 来歴

### 生い立ち
南山大学に進学し、外国語学部の英米科にて学んだ。1999年、南山大学を卒業した。大学卒業後は、外資系IT企業での業務変革コンサルティング経験を経て、慶應義塾大学の大学院に進学し、経営管理研究科にて学んだ。2005年、慶應義塾大学の大学院の修士課程を修了した。それにともない、修士（経営学）の学位が授与された。2010年、慶應義塾大学の大学院の博士後期課程を単位取得退学した。その傍ら、2007年9月から2009年10月にかけて、経営管理研究科の特別研究助教を非常勤で務めていた。なお、2011年には、慶應義塾大学より博士（経営学）の学位を取得している。論文の題は「ソーシャル・アントレプレナーの資源調達における正当性の影響 (How the legitimacy impact on a social entrepreneur's resource mobilization)」。

### 研究者として
2009年11月、母校である慶應義塾大学に常勤の教員として採用され、大学院の経営管理研究科にて特別研究助教となった。既に2007年9月から特別研究助教を務めていたが、その間はあくまで非常勤としての扱いであった。2010年3月、慶應義塾大学の特別研究助教を退任した。翌月からは静岡県立大学に転じ、経営情報学部の助教に就任した。経営情報学部においては、主として経営情報学科の講義を担当した。また、静岡県立大学の大学院においては、経営情報学研究科の助教を兼務することとなった。経営情報学研究科においては、主として経営情報学専攻の講義を担当した。2011年4月、静岡県立大学の大学院に経営情報イノベーション研究科が新設されると、そちらの助教も兼務した。経営情報イノベーション研究科においては、主として経営情報イノベーション専攻の講義を担当した。その傍ら、古巣である慶應義塾大学においては、2010年7月から2011年3月にかけ、大学院の経営管理研究科にて特別研究助教を非常勤で兼任した。2011年4月からは、慶應義塾大学の総合政策学部と環境情報学部において、講師を非常勤で兼任している。2015年4月、静岡県立大学の経営情報学部にて講師に昇任した。同時に、静岡県立大学の大学院にて、経営情報イノベーション研究科の講師を兼務することとなった。また、コンサルタントの小早川優子、編集者の宮内あすかとともに、2015年12月にワークシフト研究所を設立した。小早川が代表取締役社長と最高経営責任者を兼務し、宮内が最高戦略責任者に就任した。国保は取締役として最高執行責任者に就任するとともに、所長を兼務し、さらに主席研究員も務めた。

## 研究
専門は経営学であり、特に組織マネジメントやソーシャルビジネスといった分野を研究している。具体的には、社会性と経済性の両立を図る社会的企業のマネジメントや、人材育成を図る組織のマネジメントなどを研究している。また、人材育成やビジネスインキュベーションなどを目的としたフューチャーセンターの運営にも取り組んでおり、2019年にはグッドデザイン賞を受賞した。学術団体としては、組織学会、日本ベンチャー学会、企業家研究フォーラム、情報社会学会、21世紀社会デザイン研究学会などに所属している。また、ネスレ日本の岡野美佳らとともに、「育休プチMBA勉強会」を創設した。

## 略歴
- 1999年 - 南山大学外国語学部卒業
- 2005年 - 慶應義塾大学大学院経営管理研究科修士課程修了
- 2007年 - 慶應義塾大学大学院経営管理研究科特別研究助教
- 2010年 - 慶應義塾大学大学院経営管理研究科博士後期課程単位取得退学
- 2010年 - 静岡県立大学経営情報学部助教
- 2010年 - 静岡県立大学大学院経営情報学研究科助教
- 2010年 - 慶應義塾大学大学院経営管理研究科特別研究助教
- 2011年 - 静岡県立大学大学院経営情報イノベーション研究科助教
- 2011年 - 慶應義塾大学総合政策学部講師
- 2011年 - 慶應義塾大学環境情報学部講師
- 2015年 - 静岡県立大学経営情報学部講師
- 2015年 - 静岡県立大学大学院経営情報イノベーション研究科講師
- 2015年 - ワークシフト研究所最高執行責任者
- 2015年 - ワークシフト研究所所長
- 2015年 - ワークシフト研究所主席研究員
- 2018年 - 静岡県立大学経営情報学部准教授

## 著作

### 論文
- Akiko Kokubo, Katsuhiko Yoshikawa and Chia-Huei Wu : Facilitating transition from maternity leave to work for working mothers: 3 A self-efficacy intervention study: Cambridge Prisms: Global Mental Health
- 国保祥子 (2019) 育児休業中のワーキングマザーを対象にした復職支援施策の副次的効果, 『経営と情報』第32巻第1号, p1-15
- Yoshikawa, K., Kokubo, A., & Wu, C. H. (2018) A cultural perspective on gender inequity in STEM: The Japanese context. Journal of Industrial and Organizational Psychology, 11(2), 301-309
- 国保祥子 (2018) 女性管理職育成施策としての実践知獲得教育の可能性, 経営と情報 第30巻第2号
- Akiko Kokubo and Deuk J. Bae (2018) Roles if Innovative Regional Leader in Community Business: Case of Irodori Company, Japan. The Korea Local Administration Review
- 国保祥子 (2013) 社会企業家による正当性の獲得プロセス ―事例にみる社会起業家の組織活動が継続するために必要な要素―, 日本ベンチャー学会誌 21(0), 93-98
- 国保祥子 (2012) ソーシャル・ビジネスの事業拡大プロセスとそのマネジメント : 特定非営利法人フローレンスの事例より, 経営情報イノベーション研究Vol.1(1), 9-20
- 国保祥子 (2010) ソーシャル・アントレプレナーの事業化プロセス ―資源提供者と受益者という2つの顧客の観点から―, 経営と情報 23(1), 43-59
- 国保祥子 (2010) ソーシャル・エンタープライズ研究の新潮流, 慶応経営論集 27(1), 75-94, 2010-03
- 国保祥子 (2009) 徳島県の事例に見るソーシャル・エンタープライズの社会的課題解決メカニズム, 21世紀社会デザイン研究学会学会誌 1, 109-118

### 単著
- 『働く女子のキャリア格差』筑摩書房、2018年。ISBN 978-4480071088。

### 共著
- 石田英夫編著、星野裕志ほか執筆『地域と社会を変えた起業家たち』慶應義塾大学出版会、2014年。ISBN 978-4766421132
- 安藤 史江 (著, 編集), 筒井 淳也 (著), 佐藤 一磨 (著), 櫻井 雅充 (著), 小江 茂徳 (著), 余合 淳 (著), 喜田 昌樹 (著), 荒木 淳子 (著), 国保 祥子 (著), 寺村 絵里子 (著), 水落 正明 (著)『変わろうとする組織 変わりゆく働く女性たち―学際的アプローチから見据える共幸の未来』、晃洋書房、2020年。ISBN-13 : 978-4771034051

### 分担執筆、等
- 國領二郎・飯盛義徳編『「元気村」はこう創る――実践・地域情報化戦略』日本経済新聞出版社、2007年。ISBN 978-4532352912
- 宮地恵美・飯盛義徳編著『慶應SFCの起業家たち』慶應義塾大学出版会、2013年。ISBN 978-4766420371
- 尹大栄・奥村昭博編著『静岡に学ぶ地域イノベーション』中央経済社、2013年。ISBN 978-4502484704
- 中原淳編著『『人材開発研究大全』第20章女性管理職の育成』東京大学出版会、2017年。ISBN978-4-13-040280-4

## 関連人物
- 奥村昭博
- 國領二郎
- 尹大栄